# البطل خماسي
البطل خماسي هو الاسم العربي لمسلسل الأنمي "تشودينجي روبو كومباتلر في (بالإنجليزية: Choudenji Robo Combattler V) (باليابانية: 超電磁ロボ コンバトラーＶ) وهو من تأليف وإخراج تاداو ناغاهاما في عام 1976م وأنتجته كل من ستوديو نيو وسنرايز وتوي أنيميشن. يتكون المسلسل من 54 حلقة مدة عرض كل منها 30 دقيقة. وهذا المسلسل هو الجزء الأول من ثلاثية الروبوتات الرومانسية.
كلمة «تشودينجي Choudenji 超電磁» التي تسبق اسم خماسي تعني «الكهرمغناطيسية الخارقة»، أو «الطاقة السوبركهرمغناطسية» كما ورد لفظها في الدبلجة العربية، وهي الطاقة التي يعمل بها خماسي. أما الاسم «كومباتلر في Combattler V» فهو مركب من الكلمتين الإنجليزيتين Combine وBattler، الأولى تعني «اتحاد» والثانية تعني «مقاتل»، وهذا يعني «المقاتل المتحد» إذ أنه يتشكل من اتحاد 5 مركبات، وهذا ما يشار إليه بالحرف في V الظاهر على جبهة خماسي، فبالإضافة إلى أن الحرف يشير بالأصل إلى كلمة Victory أي «النصر» وهي الكلمة التي تسمع في مستهل المقدمة الغنائية اليابانية في المسلسل، فهو يشير أيضا إلى الرقم 5 باللاتينية وهو عدد تلك المركبات المشكلة لخماسي عند اتحادها – كما هو حال آلي المسلسل التالي له فولتس فايف - وكذلك إلى عدد ملاحيه الخمسة الذين عليهم الإبقاء على تركيزهم على عملية الاتحاد ليحافظوا على تشكل خماسي، وإلا فإنه يتفكك إلى المركبات الخمس في حال فقد ملاحوه تركيزهم على اتحادهم.

## القصة
بدأت القصة عندما أتت منذ بداية البشرية أجسام طائرة غريبة نحو الأرض من كوكب يدعي «كامبل». حملت معها غزاة الأرض وبدؤوا بتطوير وحوشهم المهجنة وأسلحتهم في مكان سري في أعماق الأرض تحت قيادة العالمة «أوريانا». أحس بعض العلماء بعلامات وجود الغزاة على الأرض في مكان ما. فقرر أحد العلماء ويدعى الدكتور «ننبارا» أن يصمم آليا قويا جدا يستطيع حمل شحنة كهرومغناطيسية قوية.ليستطيع به الدفاع عن الأرض.والقصة تحمل أجمل المعاني الإنسانية التي تتمثل بالإنسانية والرحمة ومحبة الأرض والانسان والوفاء بين الاصدقاء

## أغنية المقدمة العربية
خماسي خماسي خماسي

خماسي خماسي شخصية خمسة أجزاء علمية

خماسي خماسي شخصية خمسة أجزاء علمية

خمسة أجزاء قتالية اتحدت في جسم واحد 

لأهداف إنسانية
خماسي خماسي خماسي
خماسي مثل للقوة خماسي مثل للقوة

يعطينا أملا وبقوة

إن في الاتحاد قوة

## أسماء المسلسل بلغات مختلفة
1. (بالإنجليزية: : Choudenji Robo Combattler V)
2. (بالإيطالية: : Combattler V)
3. (باليابانية: : 超電磁ロボ コンバトラーＶ)
4. (بالعربية: :البطل خماسي)

## الشخصيات (الخير)
1. هايوما العضو الأول وقائد فريق خماسي ويقود الخمس الأساسي بخماسي وهو الخمس النفاث الذي يشكل رأس خماسي.صفاته (فتى يتيم فقد والديه بحادث سيارة وتربى بمدرسة «تايو للأيتام» إنسان طيب لأبعد حد وذكي ومرح وذو شخصية قيادية، فقد جمع بين المهارة والفطنة وسرعة البديهة وبين الشجاعة والجرأة والعدالة وحب الإنسانية) يحب أصدقائه لأبعد حد مستعد للتضحية بحياته لأجل الآخرين. هواياته: بطل من أبطال السرعة في إحدى فرق الدراجات النارية ترك الفريق بعد أن انظم «لمركز ننبارا للأبحاث العلمية المتطورة».
2. جوزو العضو الثاني في فريق خماسي ويقود المركبة التي تشكل ذراعي وصدر خماسي.صفاته فتى قناص من الدرجة الأولى، ترك الفريق أيضا بعد انضمامه «لمركز ننبارا» فتى قوي القلب وجريء لا يظهر مشاعره بسهولة، يحب أصدقائه في فريق خماسي جدا.
3. دايزاكو العضو الثالث في فريق خماسي ويقود المركبة التي تشكل جذع خماسي ومصدر الطاقة الكهرومغناطيسية للبطل خماسي (المركبة هي الوحيدة التي لا تستطيع الطيران بمفردها) رسام قصص رسوم متحركة، إنسان لطيف وضخم الهيئة.
4. شيزورو العضو الرابع والأنثى الوحيدة في فريق خماسي، وهي حفيدة الدكتور ننبارا وتقود المركبة التي تشكل أرجل خماسي،فتاة جميلة ورقيقة القلب ولطيفة للغاية، تحب هايوما جدا، ومستعدة للتضحية بحياتها في سبيله، مركبتها البحرية لها مهام الإصلاح وحمل المركبات الأخرى والتقاط الأشخص أيضا.
5. كوسوكي العضو الخامس والأخير في فريق خماسي ويقود المركبة التي تشكل أقدام خماسي. فتى يتميز بالعبقرية فقد كان والده عبقري،صغير بالسن بالنسبة لباقي أعضاء الفريق، ضعيف تجاه والديه ولايملك الجرأة التي لدى هايوما قائد خماسي، مركبته سفينة برمائية تقاتل بعنف ولها قدرة على تحليل القدرة القتالية للوحوش واكتشاف نقاط الضعف فيها باستخدام أشعة x ناهيك عن جهاز الترجمة الذي يترجم لغات سكان الفضاء.
6. دكتور ننبارا مخترع البطل خماسي ومؤسس قاعدة خماسي وجد شيزورو، وفي أحداث المسلسل يموت خلال الحرب ضد الأشرار تاركا وراءه الدكتور يوتسويا خليفة له.
7. الدكتور يوتسويا استلم زمام الأمور بعد وفاة الدكتور ننبارا وهو مدمن خمر وكاره للبشرية ومع ذلك فقد أخذ عهدا على نفسه أن يدافع عن الأرض ضد غزو الأشرار.وكان عونا وخليفة رائع فقد أحب الأرض والإنسانية وأحب أبطال خماسي كما لو كانو جزءا منه.
8. روبيت وهو إنسان آلي أحمر اللون يراقب الحالة النفسية لفريق خماسي ولا يستطيع الفريق الاتحاد بدونه لأن عملية الاتحاد تتطلب تركيز جميع أعضاء فريق خماسي على الحرب ويقوم روبوت بتنظيم هذا التركيز ثم يعلن أن الاتحاد جاهز،متطور لأبعد حد و يحبه كل أعضاء فريق خماسي ولايمكنهم الاستغناء عنه.

## الشخصيات (الشر)
1. جارودا قائد قوات نجم كامبل، يستطيع تغيير هيئته بين ملامح شبه بشرية زرقاء وملامح أخرى تشبه الطيور المتوحشة.
2. أورليانا أم جارودا، وهي عبارة عن تمثال عملاق يحتوي عقل الأم الأصلية، وهي توجه لجارودا الدعم والنصائح، وتحثه دائما علي تدمير الأرض والاستيلاء عليها.
3. جيروا قائد جيوش جارودا وساعده الأيمن،يقوم بتجهيز الوحوش للعرض على جارودا والهجوم علي الأرض.

## وصلات خارجية
- البطل خماسي على موقع IMDb (الإنجليزية)
- البطل خماسي على موقع قاعدة بيانات الفيلم (الإنجليزية)
- البطل خماسي على موقع ANN anime (الإنجليزية)